# Kalàixovo
Kalàixovo (en rus: Калашово) és un poble de l'óblast de Vólogda, a Rússia, que el 2002 tenia 48 habitants. Pertany al districte rural de Veliki Ústiug.